# فلاشاخ
فلاشاخ (به آلمانی: Flatschach) یک منطقهٔ مسکونی در اتریش است که در مورتال واقع شده‌است. فلاشاخ ۷٫۴۳ کیلومتر مربع مساحت دارد ۶۸۲ متر بالاتر از سطح دریا واقع شده‌است.